# Костёл Святого Казимира и монастырь доминиканцев (Столбцы)
Церковь Святого Казимира и монастырь доминиканцев — ранее существовавший каменный костёл в городе Столбцы Минской области.

## История
Первые действия по постройке начал каштелян и воевода минский Александр Слушка с женой Софией Констанцией (из Зеновичей) с согласия виленского епископа Евстафия Воловича в 1623 году. Доминиканским монахам была предоставлена деревянная церковь, освященная под именем Марии Магдалины в соседнем Ковалевщине (территория современного села Задворье). К 1640 году монахи достроили деревянный жилой корпус монастыря и начали строительство каменного храма.
С 1639 года монастырь получил статус конвента, Столбцовская доминиканская миссия входила в Русскую провинцию святого Яцека с центром во Львове. Первым настоятелем был Фабиан Милошевич, который вернулся в Столбцы в 1640 г. для управления строительством святыни, но ввиду своей смерти в 1644 г. не застал завершения строительства. Фабиан был похоронен в часовне только что построенной церкви, освященной в его честь.
В связи с последствиями войны 1654—1667 годов освящение храма состоялось позже намеченного, в 1675 году.
В конце XVIII в. в каменном монастыре размещались трапезная, архив, библиотека (в 1804 г. — 79 книг), церковно-приходская школа, больница.
После 1831 года монастырь был упразднён, храм остался приходским, но в 1870 году, после восстания 1863 года, был переосвящен в православный храм св. Марии Магдалины, после чего был значительно перестроен.
Реконструкция церкви проводилась в 1867—1883 гг. сначала по проекту губернского архитектора Вальковича, а с 1874 г. по проекту реконструкции инженера Нектариевского.
Очередную реконструкцию по проекту Теодора Бурже костел претерпел в межвоенный период Польской Республики, когда был повторно освящен и возвращен католикам в 1921 году. В 1930 году на одной из башен церкви была надстроена надстройка с высоким шпилем.

Во время Великой Отечественной войны храм немного пострадал, а в 1958 году снесён. В настоящее время на его месте находится школа .

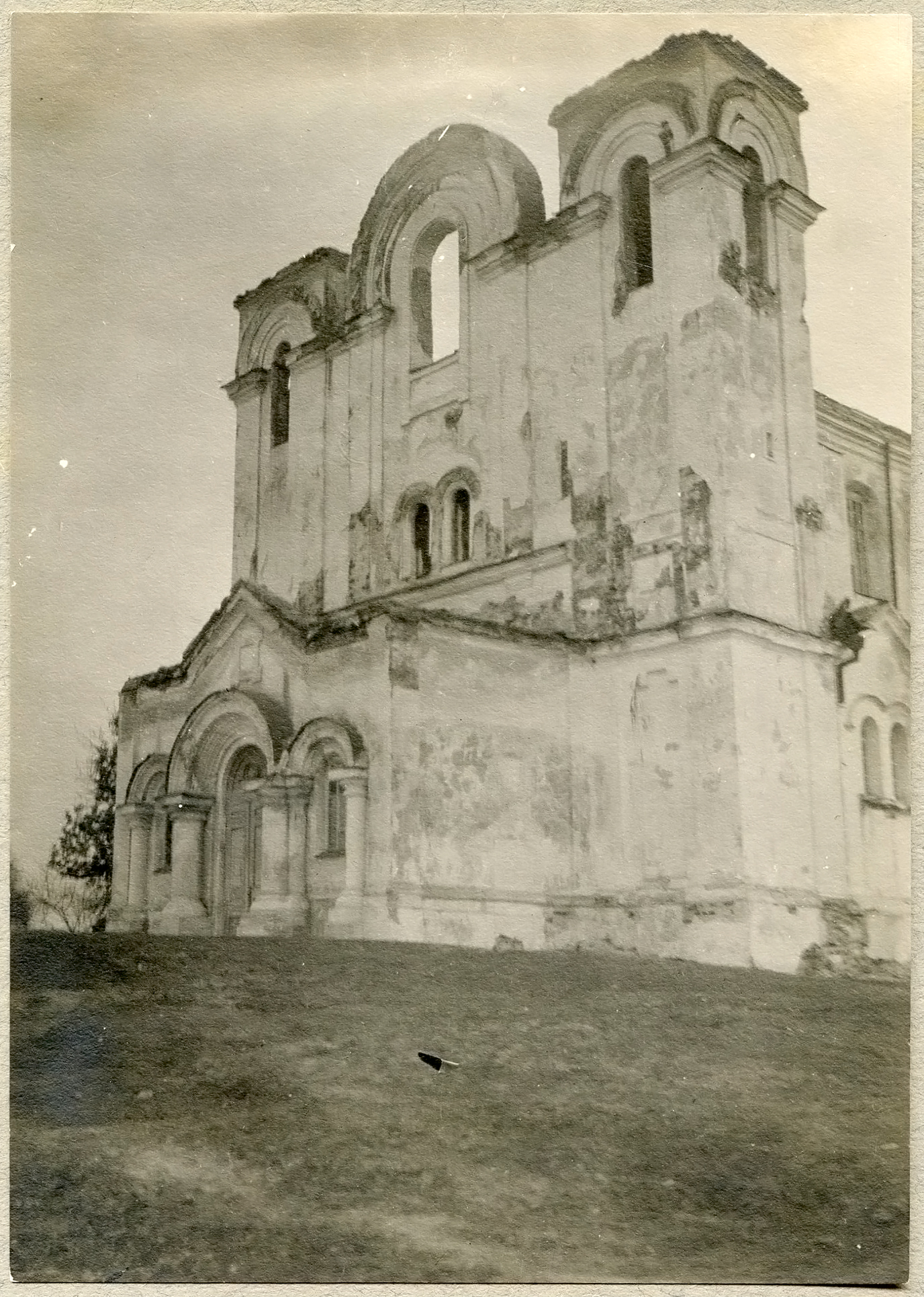
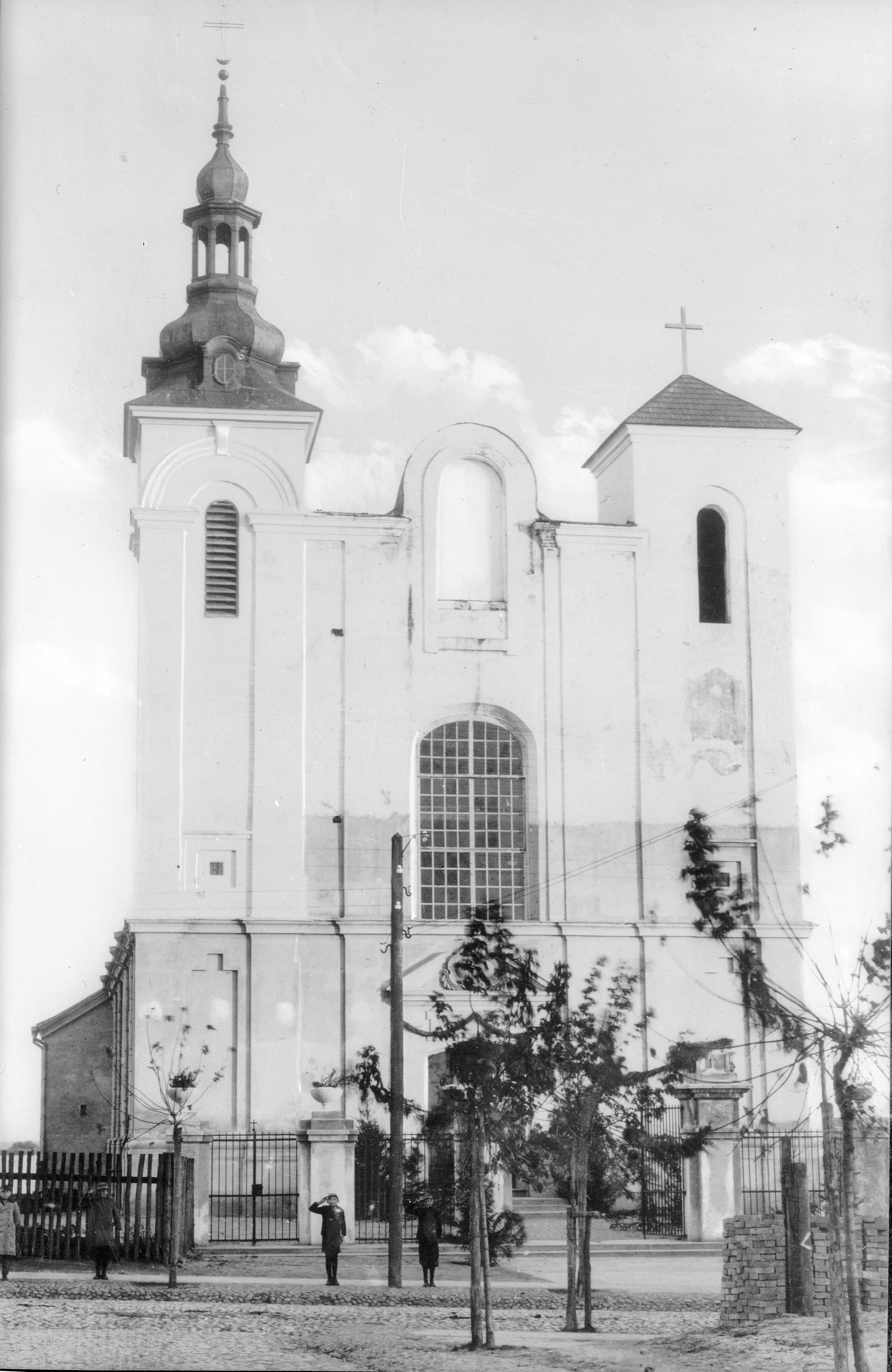
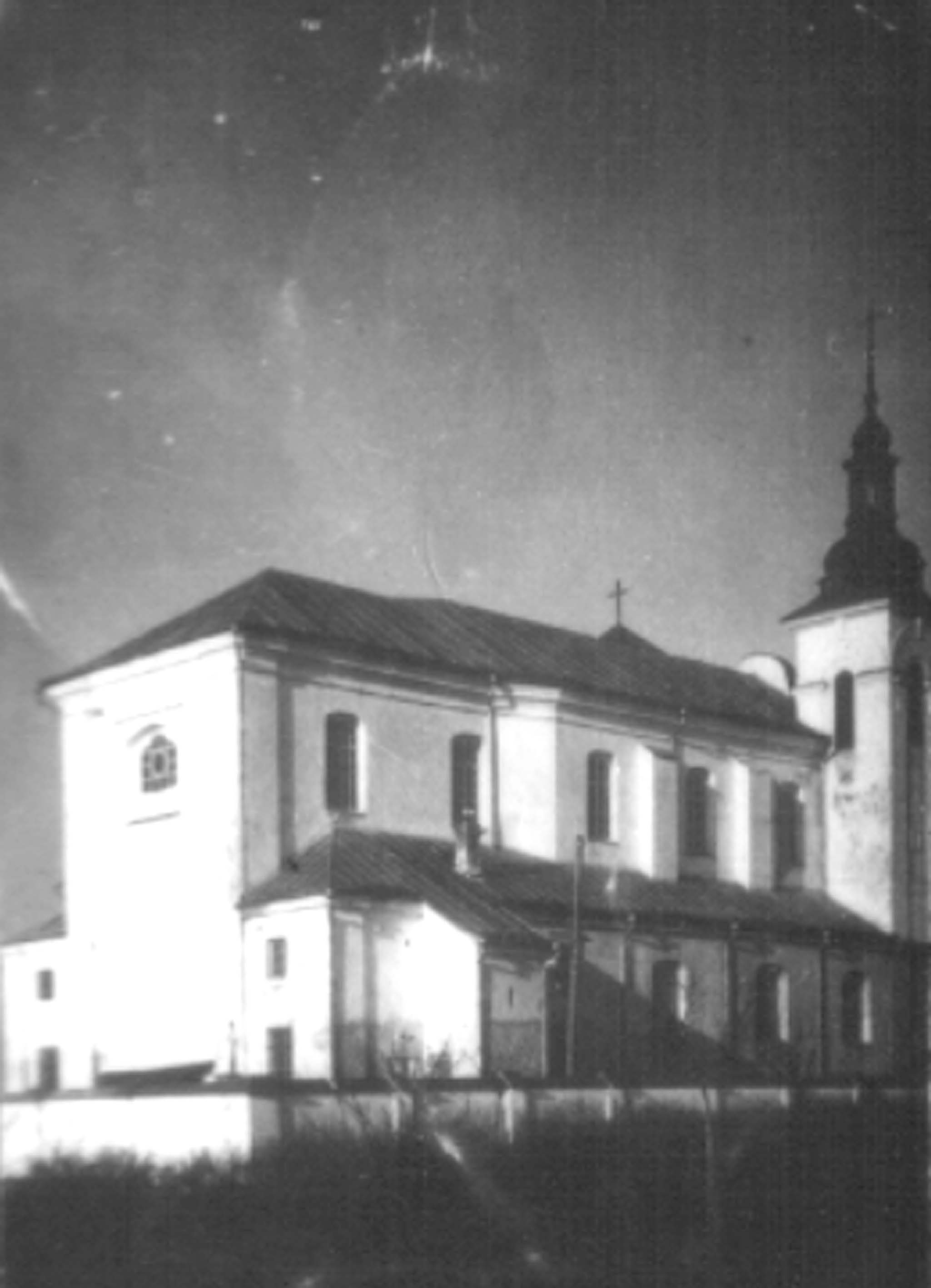
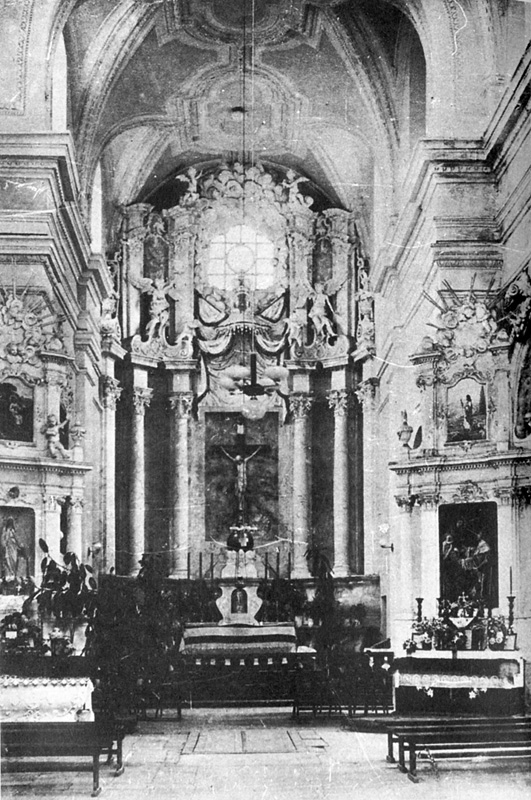
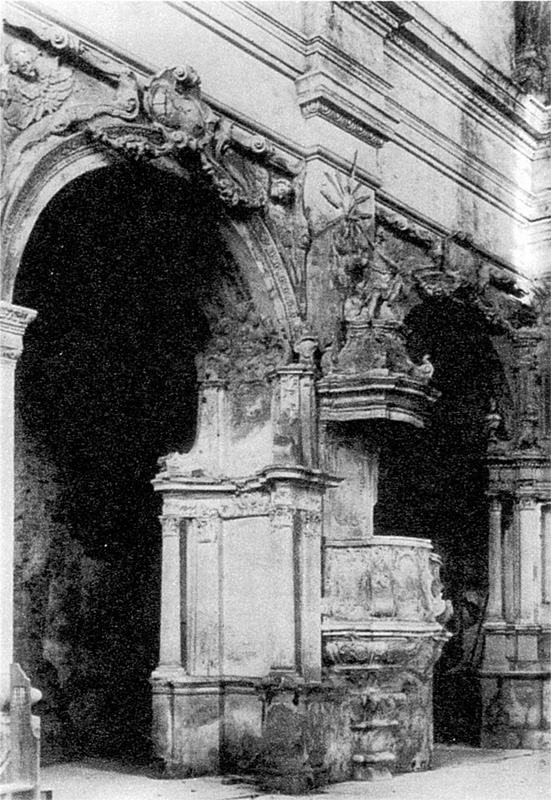
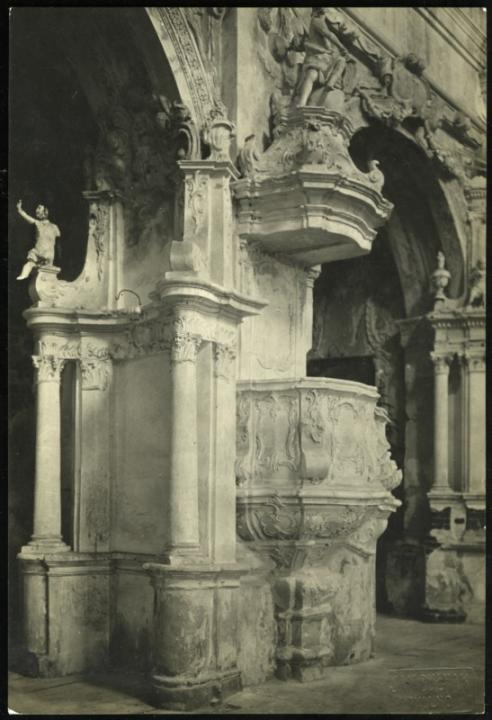
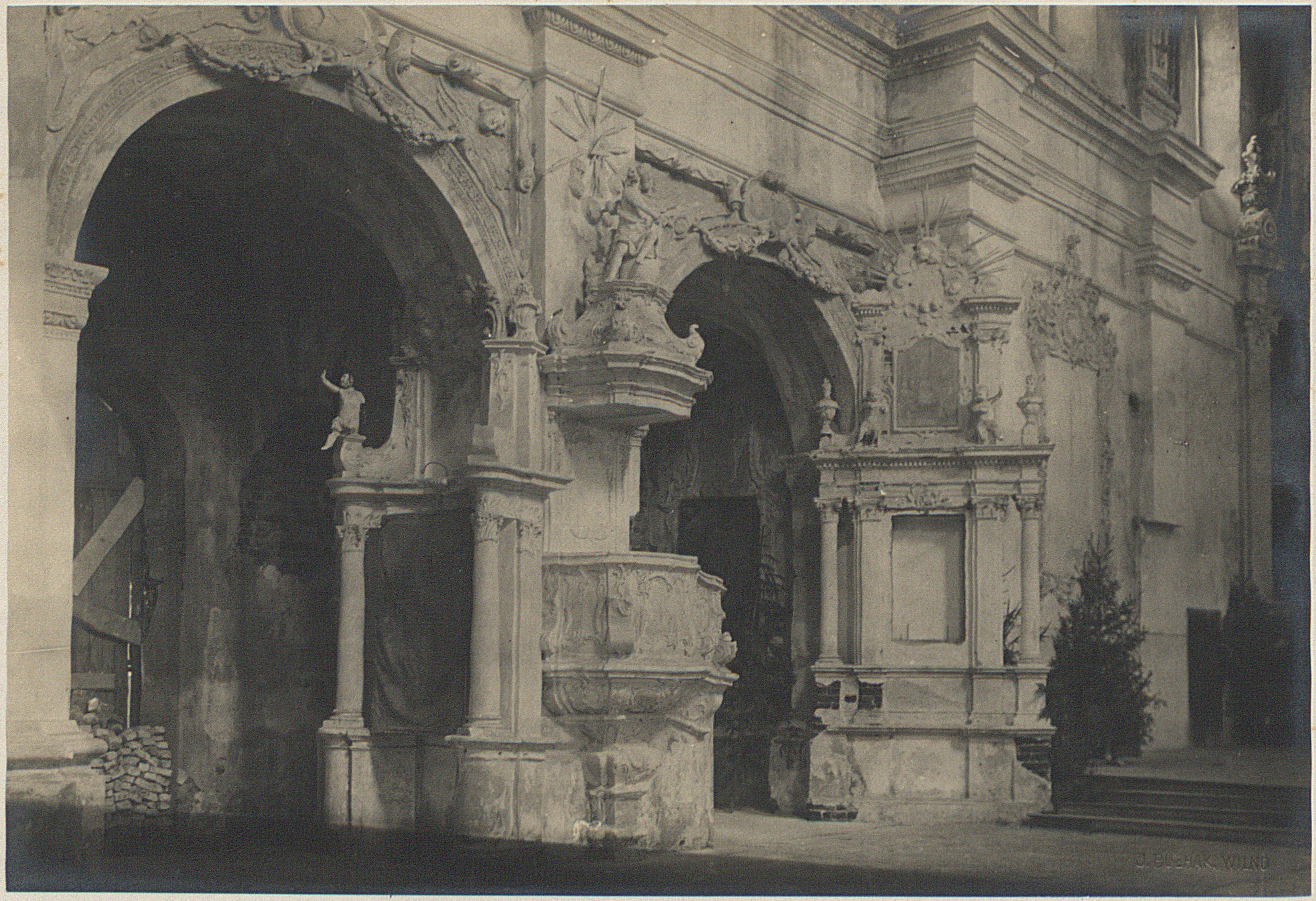